# Sven van Beek
Sven van Beek (Gouda, 28 luglio 1994) è un calciatore olandese, difensore dell'Al-Shahaniya.

## Carriera

### Club
Debutta con il Feyenoord nella stagione 2012-2013, giocando da titolare una partita della coppa nazionale contro il PSV. Nella stagione successiva esordisce in Eredivisie contro l'Ajax e in UEFA Europa League contro il Kuban'.
L'8 novembre 2015 segna il suo primo gol il Feyenoord in campionato nel big match pareggiato per 1-1 contro l'Ajax.

### Nazionale
Ha giocato nelle nazionali giovanili olandesi Under-19 ed Under-21.

## Statistiche

### Presenze e reti nei club
Statistiche aggiornate al 22 giugno 2019.
| Stagione        | Squadra         | Campionato      | Campionato | Campionato | Coppe nazionali | Coppe nazionali | Coppe nazionali | Coppe continentali | Coppe continentali | Coppe continentali | Altre coppe | Altre coppe | Altre coppe | Totale | Totale |
| Stagione        | Squadra         | Comp            | Pres       | Reti       | Comp            | Pres            | Reti            | Comp               | Pres               | Reti               | Comp        | Pres        | Reti        | Pres   | Reti   |
| --------------- | --------------- | --------------- | ---------- | ---------- | --------------- | --------------- | --------------- | ------------------ | ------------------ | ------------------ | ----------- | ----------- | ----------- | ------ | ------ |
| 2012-2013       | Feyenoord       | ED              | 0          | 0          | CO              | 1               | 0               | -                  | -                  | -                  | -           | -           | -           | 1      | 0      |
| 2013-2014       | Feyenoord       | ED              | 10         | 0          | CO              | 4               | 0               | UEL                | 1                  | 0                  | -           | -           | -           | 15     | 0      |
| 2014-2015       | Feyenoord       | ED              | 31+2       | 1+0        | CO              | 1               | 0               | UCL+UEL            | 2+8                | 0+1                | -           | -           | -           | 44     | 2      |
| 2015-2016       | Feyenoord       | ED              | 32         | 2          | CO              | 6               | 0               | -                  | -                  | -                  | -           | -           | -           | 38     | 2      |
| 2016-2017       | Feyenoord       | ED              | -          | -          | CO              | -               | -               | UEL                | 0                  | 0                  | SO          | -           | -           | 0      | 0      |
| 2017-2018       | Feyenoord       | ED              | 20         | 0          | CO              | 4               | 1               | UCL                | 4                  | 0                  | SO          | -           | -           | 28     | 1      |
| 2018-2019       | Feyenoord       | ED              | 22         | 0          | CO              | 3               | 1               | UEL                | 1                  | 0                  | SO          | 0           | 0           | 26     | 0      |
| Totale carriera | Totale carriera | Totale carriera | 117        | 3          |                 | 19              | 2               |                    | 16                 | 1                  |             | 0           | 0           | 152    | 6      |

## Palmarès

### Club

#### Competizioni nazionali
- Coppa dei Paesi Bassi: 2

Feyenoord: 2015-2016, 2017-2018
- Campionato olandese: 1

Feyenoord: 2016-2017
- Supercoppa dei Paesi Bassi: 1

Feyenoord: 2018